# Mehdigulu khan Vafa
Mehdigulu khan Vafa ou Mehdigulu khan Usmiyev (en azéri : Mehdiqulu xan Vəfa ; né en 1855, à Choucha, Empire russe et décédé en 1900, à Tiflis, Empire russe) est un soldat et poète azerbaïdjanais d'origine Kumuk du côté du père. Du côté de sa mère, il est le fils de Khurshidbanu Natevan, une descendante des Djavanshirs et des khans du Karabakh.

## Service militaire
Mehdigulu khan Vafa commence son service militaire en 1871 et la même année, il reçoit la médaille "Pour avoir accueilli Son Altesse l'Empereur à Tiflis en 1871". Le 9 novembre 1971, il est promu au grade d'enseigne. En 874, il étudie au Corps militaire des Pages, destiné aux enfants de la noblesse de Pétersbourg.
À partir de 1976 Mehdigulu khan poursuit son service militaire dans l'unité de cavalerie et est envoyé à l'escadron. En 1877, il est nommé assistant du commandant du district militaire du Caucase pour les affaires spéciales. Il participe à la guerre russo-turque de 1877-1878. De 1879 à 1895 il est promu du rang de Kornet au grade de lieutenant-colonel. De 1897 à 1900, il sert comme officier d'état-major dans le district militaire du Caucase. Il écrit des poèmes sous le pseudonyme de Vafa.

## Fortune
D’après ses notes de service il possédait quelques maisons, deux caravansérails, des jardins et des moulins près de Khankendi. Le 17 février 1897, Mehdigulu Khan, impliqué dans des œuvres caritatives, ouvre à ses frais une salle de lecture pour la population azerbaïdjanaise de Choucha.

## Distinctions
- Ordre "Pour Courage" IV Classe "Sainte-Anne" (25 septembre 1877)
- Ordre de "Saint Stanisław" 3e classe avec épée et ruban (25 septembre 1877)
- Ordre de Sainte Anne ruban bar.svg Ordre de Sainte Anne III degré avec épée et ruban (3 novembre 1877)
- Ordre de Saint Vladimir, ruban bar.svg Ordre de "Saint Vladimir" classe IV (3 novembre 1877)
- Ordre de la Croix de Takovo (Serbie) - ribbon bar.png Ordre de la Croix de Takovo (21 février 1880) délivré par le roi serbe Milan I
- Ordre du Lion et du Soleil (Iran). Medal.gif III degré Ordre de Shiri Khurshid (30 septembre 1881)
- Commande russe św. Stanisława (beretka).svg Ordre de "Saint Stanisław" 2e classe (30 août 1887)
- Ordre de Sainte Anna ruban II degré "Saint Anna" (30 août 1891)[3].